# Alexandr Šrut
Alexandr Šrut (23.srpen 1882 Petrohrad – 29. květen 1970 Praha), rusky Александр Васильевич Шрутъ, byl ruský diplomat českého původu. Během první světové války pomáhal českému odboji. Po reemigraci do Čech působil jako tajemník Komitétu pro umožnění studia ruským a ukrajinským studentům, zaměstnanec Ottova nakladatelství a člen Ústředního sdružení Čechů a Slováků z Ruska.

## Život

### Původ
Narodil se v Petrohradě v rodině českých přistěhovalců do Ruska Viléma Šruta (26. květen 1847 Medlešice – 24. listopad 1910 Petrohrad) (v Rusku – Vasilij) a Josefy Šrutové-Ullrichové (18. březen 1855 Velké Jirny na Pardubicku – 10. květen 1948 Praha). Datum jeho narození se ve zdrojích různí; např. na náhrobku na pražských Olšanských hřbitovech má zapsáno 23.VIII.1882, což by v případě juliánského kalendáře odpovídalo gregoriánskému 4. září. Některé české zdroje uvádějí 5. září 1882.
Byl bratrancem Emy Destinnové. Jeho otec Vilém Šrut a Jindřiška, rozená Šrutová (1859 – 1898), matka Emy Destinnové, byli sourozenci.

### Životopis
Po absolvování gymnázia pokračoval ve studiu na Petrohradské univerzitě a v roce 1905 složil závěrečné zkoušky. Od roku 1906 působil na ruském ministerstvu zahraničních věcí. V letech 1907 až 1911 byl přidělen na ruské vyslanectví v Číně. Za první světové války jako zaměstnanec ministerstva zahraničních věcí a ministerstva vnitra prokázal mnoho cenných služeb ústředí tehdejšího československého odboje na Rusi a také českým válečným zajatcům. Po bolševickém převratu byl zbaven všech svých funkcí a až do své reemigrace pracoval v různých místech v Rusku, například před odjezdem do Československa působil v Národopisném muzeu.
Po návratu z Ruska byl 11 let tajemníkem Komitétu pro umožnění studia ruským a ukrajinským studentům. Ve 30. letech 20. století byl členem redakce dodatků Ottova slovníku naučného.

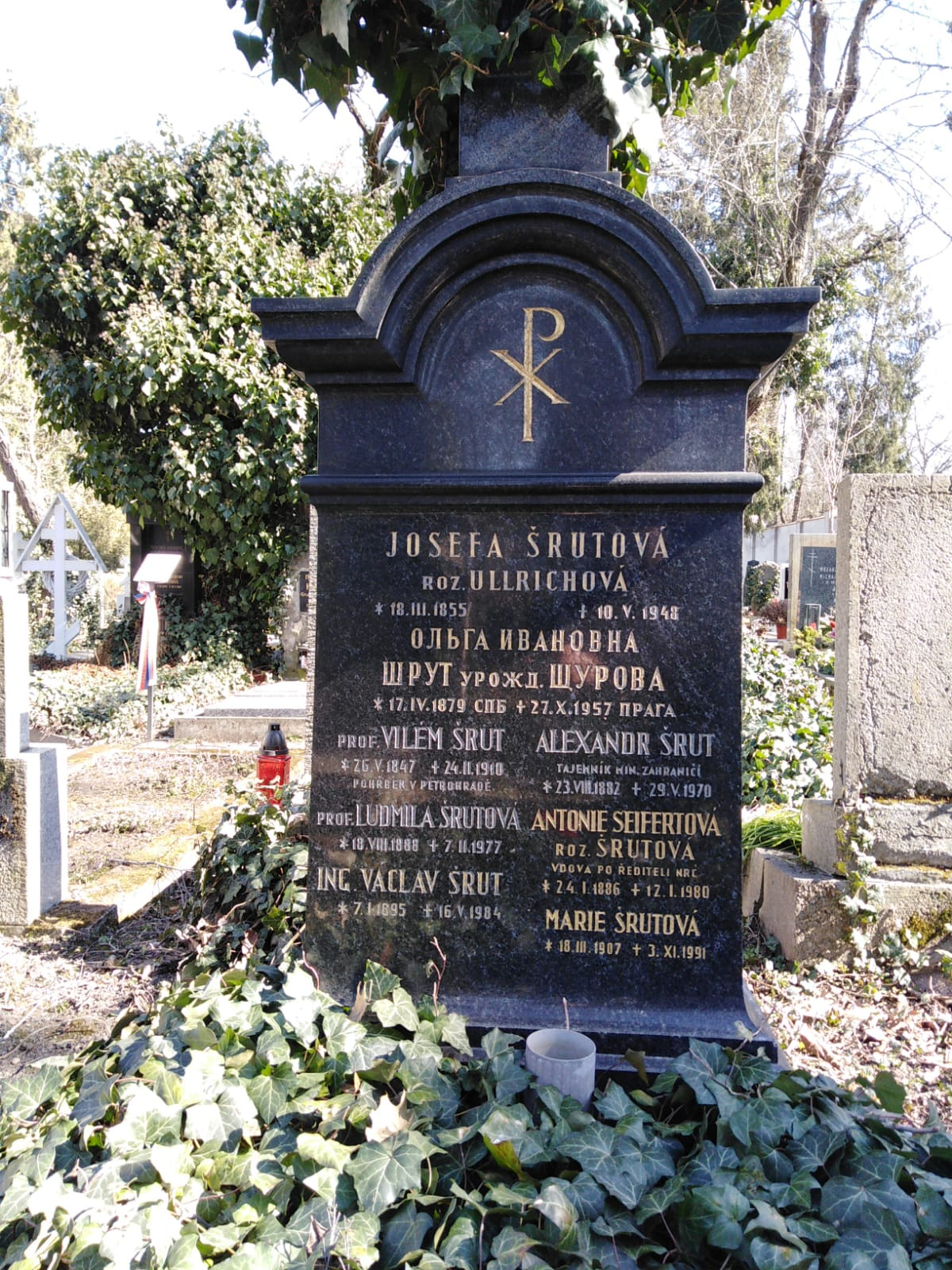
Náhrobek rodiny Šrutů na pravoslavném úseku Olšanského hřbitova 2ob-19-87

### Rodina
Za manželku měl Rusku Olgu Šrutovou (roz. Olga Ivanovna Ščurova), v prvním manželství Barbier (1881 Petrohrad – 1957 Praha).

### Úmrtí
Zemřel 29. května 1970 a byl pohřben v rodinné hrobce 2ob-19-87 v pravoslavné části Olšanských hřbitovů.

### Literární činnost
Jako překladatel se podílel na vydání knihy Rusko v boji za osvobození balkánských Slovanů roku 1877–1878.